# NGC 3005
NGC 3005 ist eine Spiralgalaxie vom Hubble-Typ Sb im Sternbild Großer Bär am Nordsternhimmel. Sie ist schätzungsweise 204 Millionen Lichtjahre von der Milchstraße entfernt und hat einen Durchmesser von etwa 65.000 Lichtjahren. 
Im selben Himmelsareal befinden sich u. a. die Galaxien NGC 2998, NGC 3006, NGC 3008, NGC 3009.
Das Objekt wurde  am 25. Januar 1851 von dem irischen Astronomen Bindon Blood Stoney, einem Assistenten von William Parsons, entdeckt.